# 普法爾茨的伊莉莎白 (1618-1680)

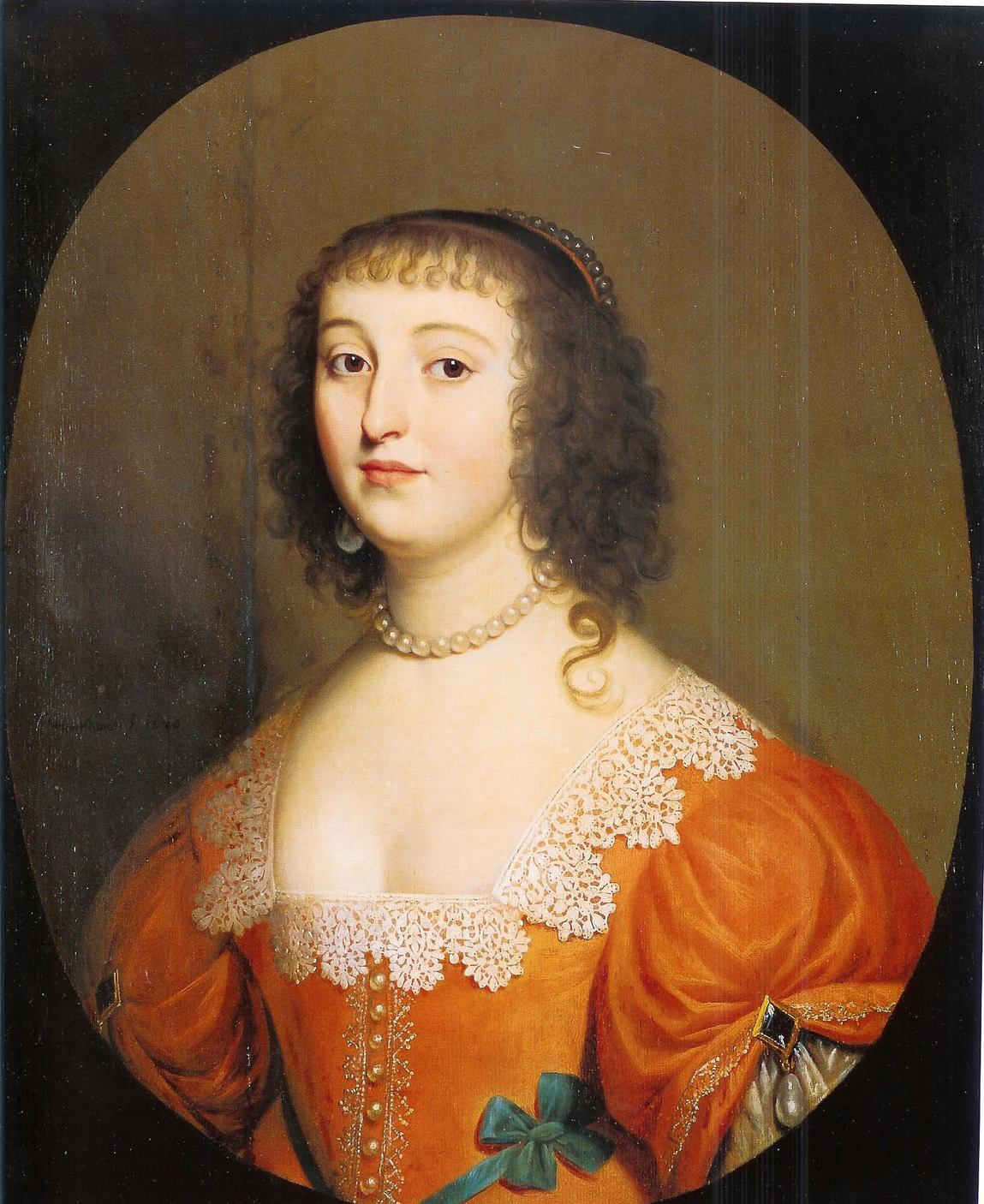
赫爾福德修道院的伊麗莎白院長。

普法爾茨的伊麗莎白（1618年12月26日—1680年2月11日），或以波希米亞的伊麗莎白、普法爾茨的伊麗莎白公主、赫爾福德修道院的公主兼女院長等為人所知，是普法爾茨選侯腓特烈五世與伊麗莎白·斯圖亞特（其父為詹姆士六世及一世）最年長的女兒。
普法爾茨的伊麗莎白是一位哲學家，並以與勒內·笛卡爾的往來最為人知。她批評了笛卡爾的二元形上學；同時，她的作品預見了後進哲學家所關注的形上學議題。